# Ciciliano
Ciciliano è un comune italiano di 1 244 abitanti della città metropolitana di Roma Capitale nel Lazio.

## Geografia fisica

### Territorio
Ai confini con il comune di san Gregorio da Sassola si trova la vetta della Spina Santa (m. 1059 slm) dei monti Prenestini.

### Clima
Classificazione climatica: zona E, 2427 GR/G

## Storia

### Età antica
Ciciliano, su un colle (619 m s.l.m.) in posizione strategica tra i Monti Prenestini e i Monti Ruffi, domina le Valli dell'Empiglione e del Giovenzano, affluenti dell'Aniene, che convergono ai suoi piedi al Passo di San Pietro prossimo al Passo della Fortuna (m 471), crocevia degli itinerari delle transumanze delle antiche popolazioni appenniniche e per i collegamenti con Roma attraverso Palestrina, tramite il percorso montano della via Prenestina antica, o tramite la strada romana che portava a Tivoli.
Da rinvenimenti nel territorio risulta già nel Paleolitico la presenza sui monti di cacciatori alla ricerca di prede, specialmente cervi.
Al periodo del Neolitico è attribuibile una piccola ascia di pietra levigata a testimonianza di una più diffusa frequentazione. Fu nell'età eneolitica e nell'età del bronzo che la zona fu stabilmente frequentata nel corso delle transumanze, sia per la ricchezza di sorgenti e corsi d'acqua che per la facilità degli spostamenti attraverso le valli. Al Passo della Fortuna i pastori trovavano un ideale luogo di sosta dove potevano riposare e dissetare il bestiame prima di affrontare l'ultimo tratto del loro itinerario verso la pianura.
A partire dal VI-V sec. a.C. Ciciliano fu uno degli oppidum degli Equi  da cui controllavano il territorio ad est di Tivoli. Una loro comunità locale citata da Plinio il Vecchio, i Suffenates, si insediò sul Passo della Fortuna dando origine al pagus di Trebula Suffenas.
Nel territorio di Ciciliano si trovano nella località Quarantelle un probabile santuario rurale degli Equi del V secolo a.C. e mure poligonali sul lato meridionale del colle Santa Liberata e sul colle Cocciaregliu (it: Cocciarello).
Dopo la definitiva conquista romana del territorio equo (IV sec. a.C.), alla cittadina di Trebula Suffenas fu concessa la civitas sine sufragio e nel I secolo a.C. fu elevata a municipio divenendo il centro amministrativo di un vasto territorio (ager Trebulanus) che si estendeva nella Valle Empolitana, nella Valle del Giovenzano e nella media Valle dell’Aniene.
Trebula Suffenas, celebrata per la sua felice posizione dal poeta Marziale quale fresco soggiorno estivo da preferire a Tivoli e per la bontà dei suoi formaggi, ebbe notevole sviluppo nel corso della prima età imperiale anche grazie al favore della originaria famiglia dei Plauzi Silvani ascesa a Roma al rango senatorio e legata da amicizia e parentela con la famiglia imperiale.
Marco Plauzio Silvano fu console assieme ad Augusto nel 2 a.C.. Sua madre, Urgulania, di regale discendenza etrusca, era amica e confidente di Livia, moglie di Augusto. La figlia di Marco Plauzio Silvano, Plauzia Urgulanilla, fu la prima moglie del futuro imperatore Claudio. La documentazione epigrafica finora emersa attesta che più di un membro della gens Plauzia fu patronus del municipio, che era retto da duoviri ed iscritto alla tribù Aniensis, ed anche la precoce presenza di un numeroso e attivo collegio degli Augustales a riprova della stretta vicinanza con la famiglia imperiale.
Le numerose testimonianze sinora emerse di questo importante passato fanno oggi del territorio di Ciciliano la più ampia e rilevante area archeologica del Lazio orientale dopo Tivoli e Palestrina.

### Età medioevale
Quando nel V secolo iniziarono le invasioni barbariche, Trebula Suffenas fu progressivamente abbandonata. Probabilmente alcuni abitanti si rifugiarono sul vicino colle detto Caecilianum, perché possesso dei Caecili.
Negli ultimi secoli dell’Alto Medioevo, per impulso degli abati di Subiaco e dei vescovi di Tivoli nel territorio circostante dove erano presenti i resti di numerose ville romane, si insediarono diverse comunità agricole, tra cui il villaggio di San Valerio e Civitas Noe sui ruderi di Trebula Suffenas, raccolte intorno a sette chiese rurali delle quali oggi resta la chiesetta di San Pietro e i ruderi delle chiesette di Santa Cecilia, San Magno, San Giovanni e San Valerio nelle località omonime.
A partire dal X secolo i contrasti tra Subiaco e Tivoli per il controllo del territorio portarono ad opera degli abati sublacensi alla nascita di rocche sulle alture circostanti, Rocca Giovenzano (o Bubarano), Rocca d’Elci, Castrum Morellae e all’incastellamento di Ciciliano attorno alla rocca e alla chiesa di Sant'Erasmo.
Dopo tre secoli di predominio dell’abbazia benedettina, nel 1357 il Castrum Cecigliani entrò a far parte dei possedimenti della famiglia Colonna che lo governò per circa duecento anni.

### Età moderna
Nel corso della prima metà del XVI secolo la famiglia Colonna subì varie confische papali, tra cui quelle ad opera di Alessandro VI (Rodrigo Borgia), che fece risiedere a Ciciliano il fanciullo Giovanni Borgia, detto "l'Infante Romano", presunto figlio illegittimo di Lucrezia Borgia (1500-1503).
Il papa Paolo III Farnese (1541-1549) fece, dopo un assedio, smantellare le mura di Ciciliano. Il papa Paolo IV Carafa (1555-1559) incluse Ciciliano nel Ducato di Paliano dato al nipote Giovanni Carafa.
Nel 1563 Marco Antonio Colonna, dopo essere ritornato in possesso di Ciciliano, lo vendette assieme ai castelli di San Vito e Pisoniano a Domenico Massimo, il quale ottenne dal pontefice il riconoscimento del nuovo feudo e il titolo di Conte di Ciciliano.
Al periodo colonnese risalgono l’ampliamento della rocca (oggi castello Theodoli) ad impianto quadrato con torri angolari, l'edificio con archetti gotici e finestre bifore sormontate dallo stemma papale di Martino V (Oddone Colonna, 1417-1431) sede sino alla seconda metà del '700 della chiesa parrocchiale di Santa Maria, il ciclo di affreschi della chiesa di Santa Liberata eseguiti da maestri della cerchia di Antoniazzo Romano ed il primo impianto della chiesa e dell'ospedale di Santa Maria Maddalena al Passo della Fortuna, riedificato nel '600.
Nel 1572 il feudo, con titolo di contea, fu acquistato per la rilevante somma di 26 000 scudi romani dal nobile forlivese Gerolamo Theodoli, vescovo di Cadice, che dal re di Spagna riceveva una pensione di 4 000 scudi l'anno e che aveva già eretto un imponente palazzo, detto "del Calice", a Roma in Via del Corso e realizzato la cappella di famiglia in Santa Maria del Popolo.
Il pronipote quattordicenne di Gerolamo Theodoli, Theodolo Theodoli, diventò nel 1579 suo erede e secondo Conte di Ciciliano, e concesse lo stesso anno un proprio statuto a Ciciliano. Nel 1591 il papa confermò il titolo di Conte di Ciciliano a Theodolo Theodoli arricchendo il feudo dei titoli di Marchese di San Vito e Signore di Pisciano (attuale Pisoniano).
Nei primi anni del '600 il figlio primogenito di Theodolo, Alfonso, fu elevato al rango di Marchesi di Baldacchino che parificava i Theodoli ai principi romani e contemplava tra i diversi privilegi quello di poter ospitare il pontefice, simboleggiato dall'innalzamento di un baldacchino nelle proprie dimore. Ai Theodoli, che esercitarono i diritti feudali sulla Contea di Ciciliano sino al 1816, si deve la definizione urbanistica del centro storico: Porta di Sotto, Arco Valerio, il grande granaio con botteghe sottostanti che delimita un lato dell’antica Piazza del borgo al cui centro campeggia la chiesa della Madonna della Palla (1759, pregevole opera del marchese architetto Gerolamo Theodoli), e la trasformazione, con vari interventi nel corso dei secoli, della originaria rocca medievale nell'attuale castello Theodoli tuttora proprietà della famiglia.
Significative tracce della civiltà contadina, sopravvissuta a Ciciliano sino agli anni '40 del XX secolo, sono la particolare e diffusa presenza nel territorio di attèe, casali per il ricovero del bestiame e la rimessa di attrezzi e foraggio, oggi in gran parte abbandonati, alcuni ristrutturati, e di icone, edicole sacre campestri delle quali è rimasta quella settecentesca della Madonna di Loreto, restaurata nel luglio 2019 a cura dell’associazione Comitato Articolo 9.

### Età contemporanea
Nel 1799 Ciciliano subì un saccheggio ed un incendio ad opera di truppe franco-tiburtine come ritorsione per l’uccisione di otto loro soldati avvenuta in paese. Gli abitanti si salvarono rifugiandosi nei paesi vicini e sui monti circostanti. Un esodo parziale si verificò anche nel maggio 1944 durante l’occupazione del paese da parte di reparti tedeschi in ritirata dal fronte di Cassino.
Dagli anni Sessanta del XX secolo si è visto un abbandono graduale delle attività agricole ed una emigrazione verso la vicina metropoli di Roma. Dagli anni Settanta del XX secolo si assiste ad uno spopolamento del centro storico ed uno sviluppo urbanistico più a valle.

### Simboli
La prima definizione dello stemma si trova in una trascrizione dello Statuto comunale del 1579: “Alla prima pagina vi è l’immagine di una Madonna con bambino in braccio seduta in mezzo a due fiori e l’arma di Theodoli ossia un’aureola su campo rosso sormontata da corazza e cimiero militare fiancheggiata da un fregio che termina con un fiocco per lato”.
Lo stemma e il gonfalone di Ciciliano sono stati concessi con decreto del presidente della Repubblica del 17 aprile 1990. Nello stemma comunale è raffigurata, su fondo oro, la Madonna con il Bambino in braccio, affiancata da due rami di rose fioriti di rosso, e posta sulla  campagna di verde, caricata della scritta in latino COMMUNITAS CASTRI CICILIANI (Italiano: "la comunità del castello di Ciciliano"). Il gonfalone è un drappo di azzurro.
Prima del decreto del Presidente della Repubblica veniva utilizzato anche uno stemma raffigurante l’assunzione della Vergine Maria.

## Monumenti e luoghi d'interesse

### Architetture religiose

#### Chiesa della Madonna della Palla
Sul  muro di un vecchio edificio al centro della “Piazza” di Ciciliano (oggi corso Umberto I) secondo un racconto tradizionale  il 13 luglio 1659 venne rinvenuto, e considerato evento miracoloso, un antico affresco della Madonna con Bambino per custodire il quale la comunità decise di edificare una piccola chiesa denominata quindi Santa Maria "de Platea" (della Piazza) che la dizione popolare mutò poi in Madonna "della Palla", nome definitivamente assunto dal nuovo elegante tempio, che sostituì la precedente chiesetta ormai fatiscente, progettato, finanziato e realizzato nel 1759 dal marchese Gerolamo Theodoli, feudatario di Ciciliano, che se ne riservò il patronato perpetuo, per sé e i suoi eredi.
Rinomato architetto, Il colto marchese, che fu anche Principe dell'Accademia di San Luca, a Roma era stato artefice, tra molte altre opere, dell'Oratorio della Divina Provvidenza (1728, odierno Residence di Ripetta), del Teatro Argentina (1732), delle chiese di San Nicola in Arcione (1729) e dei Santi Marcellino e Pietro in via Merulana (1752), del campanile della chiesa di Santa Maria in Montesanto a Piazza del Popolo (1758). A Vicovaro aveva progettato la chiesa di San Pietro (1755) e per migliorare il collegamento con i suoi feudi aveva edificato il Ponte degli Arci in sostituzione di quello romano fatiscente, nel feudo di San Vito le chiese di San Biagio, San Vito e S. Maria dell'Arce.
La facciata della Madonna della Palla, che riproduce, con estrema semplificazione, quella della chiesa romana dei Santi Pietro e Marcellino, è ornata da due coppie di lesene in muratura lisce con basamento in pietra, il timpano angolare è impostato su una cornice aggettante, il portale, sormontato dallo stemma Theodoli, e il soprastante finestrone hanno una semplice cornice a fascia piatta, il buco della serratura inquadra perfettamente l’antico affresco. L'impianto di sobria eleganza è ad aula unica, con un unico altare perpetuo per espressa volontà del Theodoli, senza coro e con gli spazi laterali ridotti a due nicchioni, l'ordine è dorico, le modanature lineari, gli snodi angolari. L'interno è caratterizzato da un diffuso chiarore generato dagli alti finestroni e dalla stesura di due tonalità di bianco: fredda (bianco di stucco) per le membrature e i rilievi, calda (bianco travertino) per i fondi, che contribuiva a mettere in risalto, come unica nota di colore, il piccolo affresco sulla parete d'altare, inserito in una cornice di stucco dorato con raggera e in una di marmo venato rosa circondata da elementi decorativi in stucco bianco di gusto barocco. Oggi questo effetto è in parte attenuato dalla presenza di arredi moderni, funzionali al culto e, lungo le pareti, di numerosi attrezzi processionali, alcuni del XVIII secolo, di pregevole fattura artigianale, tuttora in uso nelle diverse ricorrenze religiose del paese.

#### Chiesa di Santa Liberata
Sorge sulla sommità del colle omonimo, chiamato nel medioevo Vigilianum o Bicilianum forse perché da questo luogo era possibile vigilare qualsiasi movimento lungo la valle Empolitana, dove si snodava la strada romana che collegava Tivoli a Trebula Suffenas, e la valle del Giovenzano che consentiva un collegamento con la via Valeria e l'Abruzzo. Nella sua forma attuale la chiesa deriva dalla giunzione di due corpi di fabbrica edificati in tempi diversi. Nella seconda metà del XV secolo fu eretta un’edicola con volta a botte che costituisce ora il presbiterio e che venne decorata con un interessante ciclo di affreschi, attribuiti alla bottega di Antoniazzo Romano, forse su committenza dei feudatari dell’epoca, i Colonna. Sulle pareti sono raffigurate la Madonna con il Bambino, le Sante Vittoria, Anatolia, Agata, Liberata e i Santi Benedetto, Sebastiano, Gregorio, Pietro, Magno. Tra il 1653 e il 1662 (quest’ultima data si legge su una pianella del tetto) venne aggiunto il corpo rettangolare che costituisce la navata, coperta con tetto a capriate. Alla fine dell’Ottocento il Comune concesse ai Padri Maroniti, ai quali era stata affidata, di inglobare la chiesa in nuove costruzioni di loro proprietà. Oltre al ciclo di affreschi, altra opera di notevole pregio è il paliotto d'altare in scagliola, realizzato nel XVIII secolo da una bottega romana.  Il fondo del paliotto è nero lavagna, al centro reca un tondo su cui è raffigurata a monocromo la scena del Martirio di san Lorenzo; dai lati partono volute e rami policromi con fiori e foglie tra cui sono posti due uccelli esotici.

#### Chiesa ed Ospedale di Santa Maria Maddalena
Non è nota la data di costruzione della chiesa attuale di cui si hanno notizie documentate dalle visite pastorali dei vescovi di Tivoli solo a partire dal 1581, tuttavia è ipotizzabile che essa sorga sul luogo della chiesa detta di Santa Maria de Limandrilli, citata negli atti di un processo per eresia svoltosi a Rieti nel 1334. 

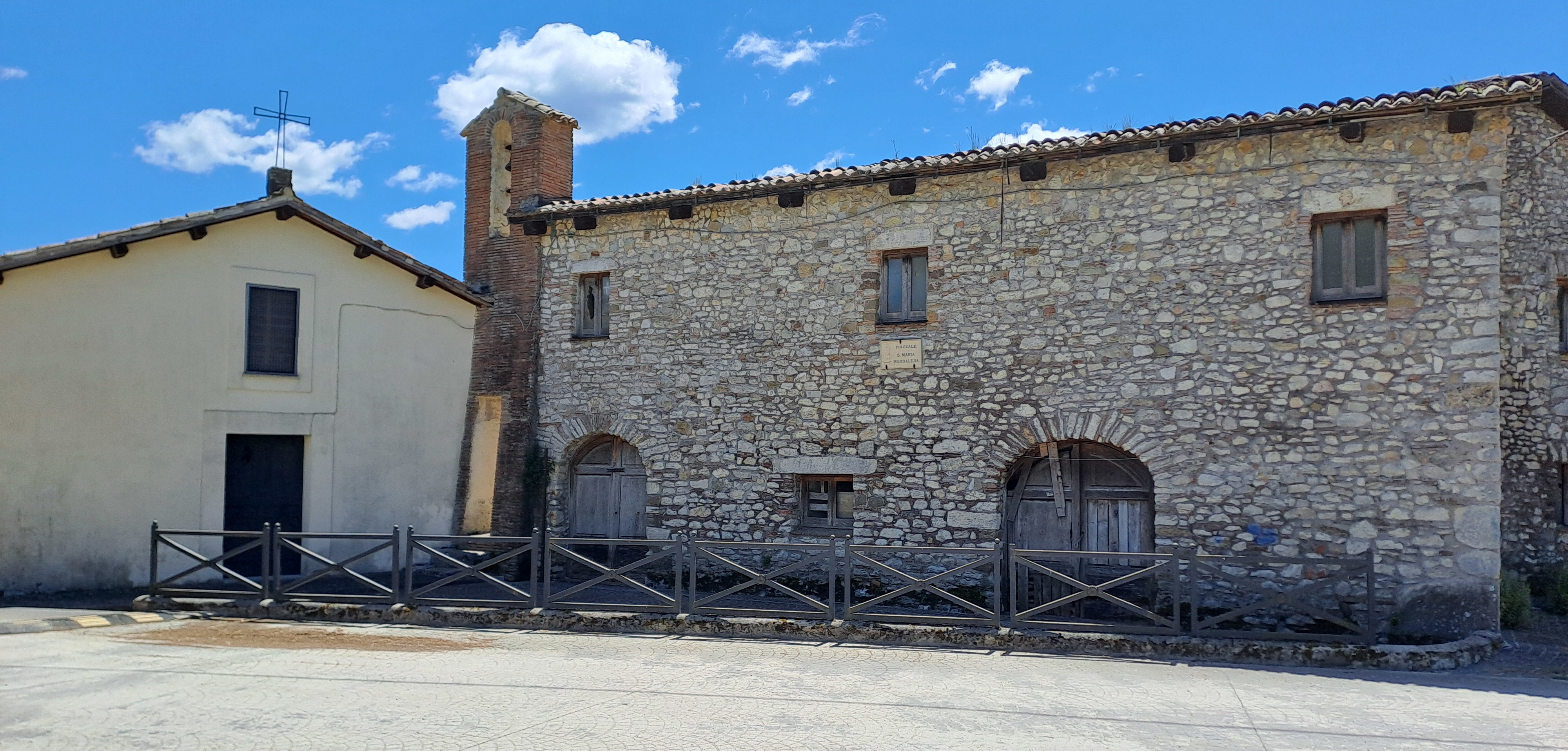
Chiesa e ospedale di Santa Maria Maddalena

In effetti dietro il complesso chiesa-ospedale, sempre in area di proprietà comunale, sono tuttora presenti due recinti murari che potrebbero essere stati in antico dei mandrili, recinti per il bestiame. Per quanto riguarda l'ospedale, Giuseppe Marocco afferma che «fu eretto per ricovero de’ poveri passeggeri nell’anno 1400.» Da un documento datato 21 ottobre 1604, conservato nell’Archivio vescovile di Tivoli, apprendiamo che '«Francesco Baldi di Ciciliano si obbliga innanzi al Vicario Generale di fabbricare l’Ospedale nel luogo stesso dell’Ospedale antico, fuori e vicino Ciciliano d’appresso la via pubblica romana.'»
Dal complesso, chiesa, ospedale e prato antistante con pozzo, iniziava il "Sentiero dei Pellegrini",  la via più breve per salire a piedi all'antico santuario della Mentorella sul Monte Guadagnolo (m 1218), cima dei Prenestini.
Gli affreschi nella chiesa  (del XVII secolo) furono realizzati probabilmente in concomitanza con la costruzione del nuovo ospedale. Sulle pareti adiacenti all’arcone d’accesso al coro a destra in basso S. Lucia, in alto l'Angelo annunciante; a sinistra in basso S. Apollonia, in alto la Vergine Annunciata (datati giugno 1613, senza nome dell’autore). Nella volta del coro la colomba dello Spirito Santo e gli Evangelisti. Nel coro, sulla parete d'altare, Cristo crocefisso sul Calvario con la Madonna, san Giovanni evangelista e la Maddalena abbracciata alla croce; a destra la scena del Noli me tangere; a sinistra Maria Maddalena nel deserto.

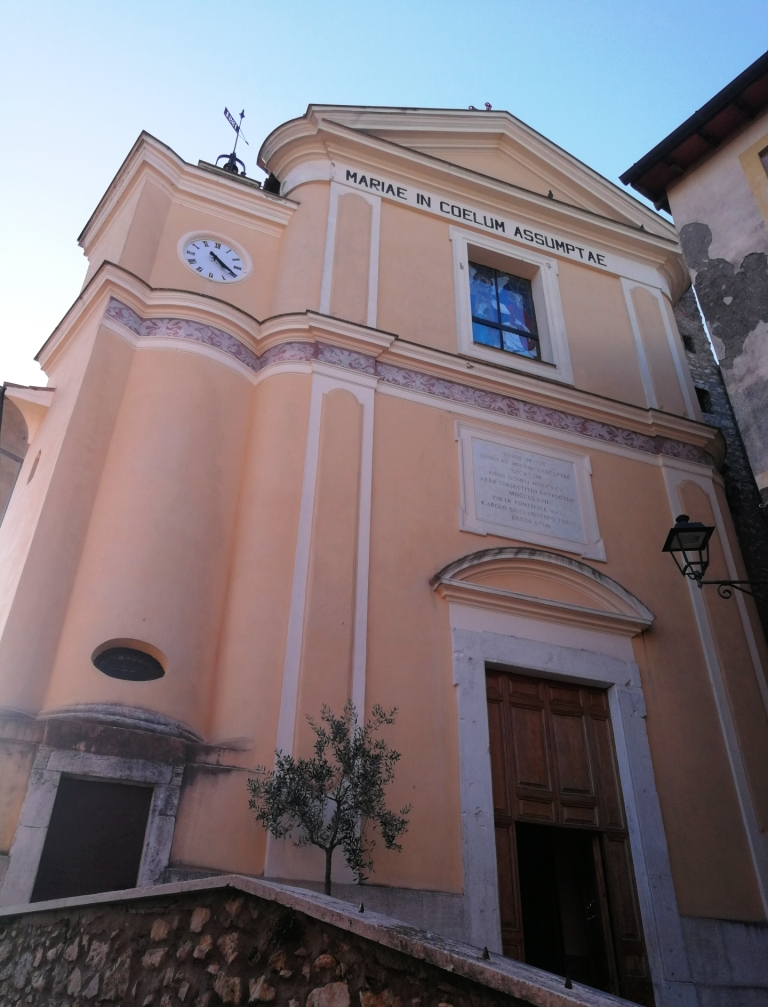
Facciata della Chiesa Beata Maria Vergine Assunta in Cielo a Ciciliano

#### Chiesa della Beata Maria Vergine Assunta in Cielo
La chiesa, edificata tra il 1793 e il 1818 (anno di consacrazione), sorge a chiudere il lato corto dell'antica “Piazza” del Borgo (ora corso Umberto I).
Realizzatore dell’edificio fu il fabbrimurario (architetto) Domenico Spaini, romano. Sopra la porta, coronata da un timpano semicircolare, entro una cornice un’iscrizione rammenta alcune vicende della chiesa. L’interno è a pianta basilicale, senza transetto, a tre navate divise da pilastri archivoltati, di tardo gusto barocco.

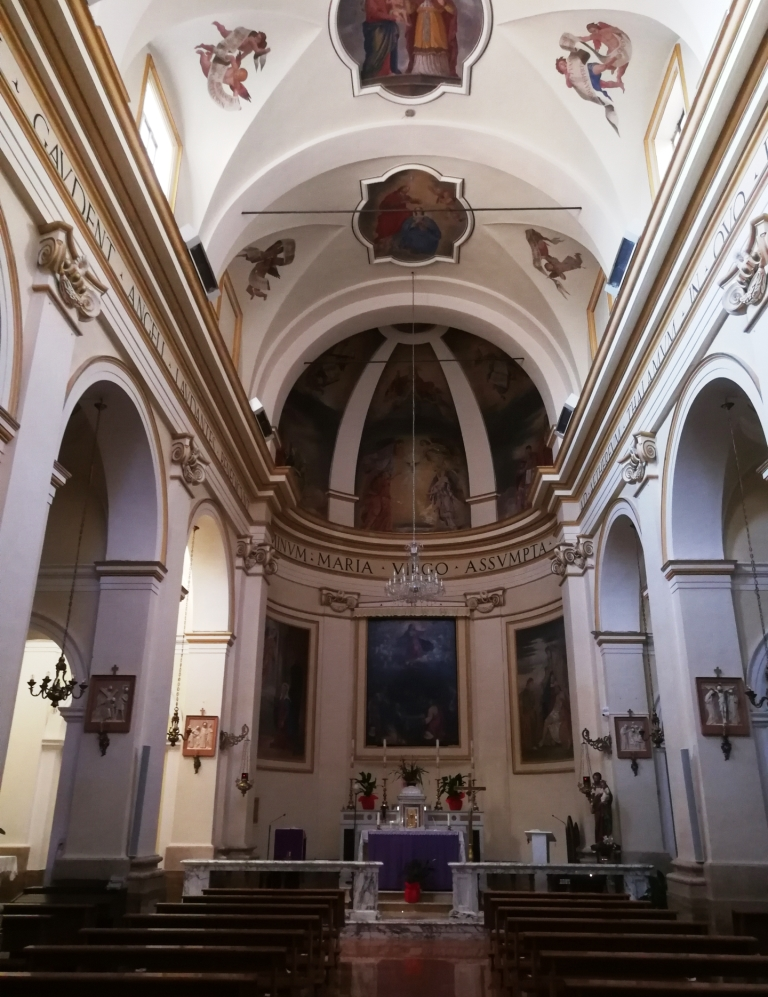
Altare e pala nella Chiesa Beata Maria Vergine Assunta in Cielo

Nella chiesa di notevole pregio storico-artistico sono il fonte battesimale e un'acquasantiera, entrambi del XVI secolo. Del XVII secolo è il paliotto d’altare incorniciato di serpentino con fondo alabastro.
La pala d’altare, Assunzione della Vergine, con donatore, è un grande dipinto ad olio su tela della fine del ‘500, pregevole opera di Giovanni Battista Ricci detto il Novara, celebre pittore a lungo attivo a Roma.
Sulla parete sinistra, di autori ignoti, sono del ‘600 le tele Transito di san Giuseppe e Madonna del Rosario tra san Domenico e santa Caterina, del ‘700 Madonna con anime purganti tra san Magno e santa Liberata patroni di Ciciliano.
Gli affreschi della volta e dell’abside furono inizialmente realizzati nel 1867 dal mediocre pittore Ceruti ma furono completamente ridipinti nel 1951, in occasione del restauro della chiesa per celebrare l'Anno Santo 1950, dal pittore e maestro restauratore Igino Cupelloni che eseguì anche le tele di Sant’Antonio abate, San Giovanni Battista e del Sacro Cuore nella navata destra.

### Architetture militari

#### Castello Theodoli
Il castello ha come nucleo originario la Rocca eretta fra il 1050 e il 1115 dall’abbazia benedettina di Subiaco a protezione dei suoi confini territoriali verso Tivoli. In questa fase era un luogo fortificato con funzione di difesa e rifugio temporaneo. Accanto alla rocca, ancora oggi stretta tra l’unica torre circolare del castello e la prima porta del paese (“la portella”), era la chiesa di S. Erasmo, sconsacrata nel 1609,  riutilizzata come granaio e successivamente come scuderia (“lo stallone”). La trasformazione da fortificazione a castello è avvenuta in fasi successive. Un primo ampliamento, nel XV secolo, è opera dei Colonna, che realizzarono un impianto quadrato con torri angolari. Ai Theodoli, che acquistarono il feudo di Ciciliano nel 1572, si deve la trasformazione in residenza (“il palazzo”) con il ribaltamento del primitivo ingresso al quale si accedeva dall’interno del borgo fortificato (“il castelluccio”) e la realizzazione dello scalone a ferro di cavallo che consente il collegamento con la Piazza di Corte, delimitata sul lato opposto dall’imponente granaio, la costruzione della scala cordonata che dal cortile tramite un loggiato sale al giardino pensile di S. Erasmo, con cisterna e alberi di tasso, al piccolo oratorio (ricavato nel ‘600 nel piano superiore del loggiato), alle sale del piano nobile e al giardino pensile superiore con secolari alberi di bosso dove è ancora funzionante un pozzo che attinge da una grande cisterna interrata. Sul cortile, dove è collocata un'ara romana, affacciano l’ampia cucina, un antico forno alla base della torre maestra e un torcularium per pigiare le uve inserito nella caditoia dell’antica porta. Dall’androne di ingresso si accede alle segrete dove sono ancora visibili i graffiti fatti dai detenuti. All’inizio del XX secolo risalgono gli ultimi restauri e il ripristino della merlatura guelfa.

### Siti archeologici

#### Area archeologica di Trebula Suffenas
I resti del centro storico dell’antica cittadina romana di Trebula Suffenas, in località Ospedale Santa Maria Maddalena-San Giovanni, a sud-ovest del Passo della Fortuna, si estendono, attraversati dalla moderna Via di Rocca d'Elci, nel parco di Villa Manni e nell’adiacente proprietà Terenzi dove, a cura dell'associazione Comitato Articolo 9 in collaborazione con la Soprintendenza territoriale, sono in corso interventi propedeutici a future indagini archeologiche. Notevoli rinvenimenti archeologici si devono finora agli scavi effettuati nel 1948 dalla Soprintendenza alle Antichità del Lazio, sotto la direzione di Domenico Faccenna, all’interno della proprietà Manni in seguito ai quali furono riportati alla luce un piccolo foro pavimentato a lastre di tufo e travertino, un grande e raffinato complesso termale di età antonina (150-130 a. C.), varie domus databili fra il II secolo a.C. e l'epoca tarda, affacciate su strade basolate, statue, colonne, vasi, monete, macine per il grano e numerosissime iscrizioni.

## Società

### Evoluzione demografica
Abitanti censiti

### Etnie e minoranze straniere
Al 1 gennaio 2023 a Ciciliano risultano residenti 99 cittadini stranieri con 18 nazionalità diverse. La nazionalità più rappresentata è quella rumena, con 60 cittadini residenti. La maggiore presenza straniera si è registrata nel 2011 con 161 stranieri residenti.

## Infrastrutture e trasporti

### Strade
Il comune è interessato dalla strada provinciale 33/a Empolitana I.

## Amministrazione

### Sindaci
| Data      | Sindaco             | Schieramento                                | Note |
| --------- | ------------------- | ------------------------------------------- | --- |
| 2017-oggi | Calore Massimiliano | Lista Civica: Idee in Comune                | Eletto l'11-6-2017 con 352 voti Rieletto il 12-6-2022 con 551 voti |
| 2014-2017 | Timperi Claudio     | Lista Civica: Ciciliano Insieme             | Eletto il 25-5-2014 con 420 voti Con D.P.R. del 9 febbraio 2017, pubblicato sulla G.U. n.49 del 28-02-2017, il consiglio comunale è stato sciolto per le dimissioni rassegnate dalla maggioranza dei consiglieri ed il comune è stato commissariato. |
| 2009-2014 | D'Alessio Rita      | Lista Civica: Ambiente sviluppo solidarietà | Eletta il 7-6-2009 con 488 voti |
| 2004-2009 | Mattoni Amleto      | Lista Civica                                | Eletto il 12-6-2004 con 479 voti |
| 1999-2004 | Mattoni Amleto      | Lista Civica                                | Eletto il 13-6-1999 con 315 voti |
| 1995-1999 | Parlagreco Tommaso  | Lista Civica                                | Eletto il 23-4-1995 con 459 voti |

### Altre informazioni amministrative
Tra il 1816 e il 1870 amministrativamente, all'interno della Comarca di Roma, suddivisione amministrativa dello Stato Pontificio, faceva parte del Distretto di Tivoli.
Dal 2001 fa parte dell'Unione dei comuni Valle del Giovenzano.
Fa parte della IX Comunità montana del Lazio dei Monti Sabini, Tiburtini, Cornicolani e Prenestini

## Sport
Ha avuto sede nel comune la società di calcio A.S.D. Ciciliano, che ha disputato campionati dilettantistici regionali.